# Château d'Airoux
Le château d'Airoux est un château situé à Airoux, en France.

## Localisation
Le château est situé sur la commune d'Airoux, dans le département français de l'Aude.

## Historique
L'édifice est inscrit partiellement au titre des monuments historiques en 1948.
Seigneurie du domaine royal, inféodée aux Fontaines en 1310, engagée aux La Baylie au 15e siècle. Elle passa à Du Buisson au début du 16e siècle. La construction du château actuel doit être attribuée à Barthélémy de Buisson et ne semble représenter qu'une partie de l'ensemble primitif. L'entrée a disparu et probablement aussi l'une des ailes qui entouraient sur trois côtés la cour d'entrée. Cette dernière était précédée par un pont-levis (démoli au début du 20e siècle), fermée par un mur et entourée sur trois côtés par des bâtiments. L'escalier est situé dans une tourelle d'angle à droite de l'entrée. Seuls deux éléments des défenses extérieures subsistent : à droite de l'entrée une canonnière ovale ; à l'angle extérieur nord-ouest la base d'une échauguette. La superstructure de cet ouvrage était en briques. La tourelle d'escalier octogonale s'ouvre par une porte encadrée par un ordre dorique à colonnes engagées. La frise est ornée de triglyphes compartimentant quatre métopes. Le décor des métopes commence, à gauche, par une rosace pour se terminer, à droite, par un bucrane. Au-dessus, des denticules sont surmontés par un fronton circulaire, lui-même orné de denticules. L'architrave, constituée par deux linteaux encastrés, n'a pas reçu d'ornement sur sa face antérieure. Par-dessous, elle a été compartimentée de caissons où alternent les pointes de diamant et les rosaces. La porte s'ouvre sous un arc en plein cintre dont l'encadrement est orné de canaux rayonnants et, extérieurement, de rais de cœur fleuronnées. L'ancien escalier de pierre a été remplacé par une vis de bois et briques. Au sommet, l'accès à la terrasse se faisait par une petite tourelle extérieure reposant sur une trompe d'angle.

Eléments protégés :
Porte de la tourelle d'escalier : classement par arrêté du 5 avril 1948
Périodes de construction :
16e siècle;17e siècle
Au XXe siècle, cette construction Renaissance, appartient à M. Grillères.